# Salts als Jocs Olímpics d'estiu de 1908
Als Jocs Olímpics de 1908 realitzats a la ciutat de Londres es realitzaren dues proves de salts, totes elles en categoria masculina.
Les proves han estat denominades com a trampolí de 3 metres i plataforma de 10 metres pel Comitè Olímpic Internacional, si bé l'any 1908 foren denominades high diving i fancy diving.

## Nacions participants
Hi participaren un total de 39 saltadors de 9 nacions diferents:
- Australàsia (1)
- Bèlgica (1)
- Canadà (1)
- Finlàndia (2)
- Imperi Alemany (5)
- Regne Unit (16)
- Itàlia (1)
- Suècia (10)
- Estats Units (2)

## Resum de medalles
| Prova                        | Or                | Argent         | Bronze          |
| Trampolí de 3 metres detalls | Albert Zürner     | Kurt Behrens   | George Gaidzik  |
| Trampolí de 3 metres detalls | Albert Zürner     | Kurt Behrens   | Gottlob Walz    |
| Palanca de 10 metres detalls | Hjalmar Johansson | Karl Malmström | Arvid Spångberg |

## Medaller
| Posició | País           | Or | Argent | Bronze | Total |
| 1       | Imperi Alemany | 1  | 1      | 1      | 3     |
| 1       | Suècia         | 1  | 1      | 1      | 3     |
| 3       | Estats Units   | 0  | 0      | 1      | 1     |